# Maʿamūl

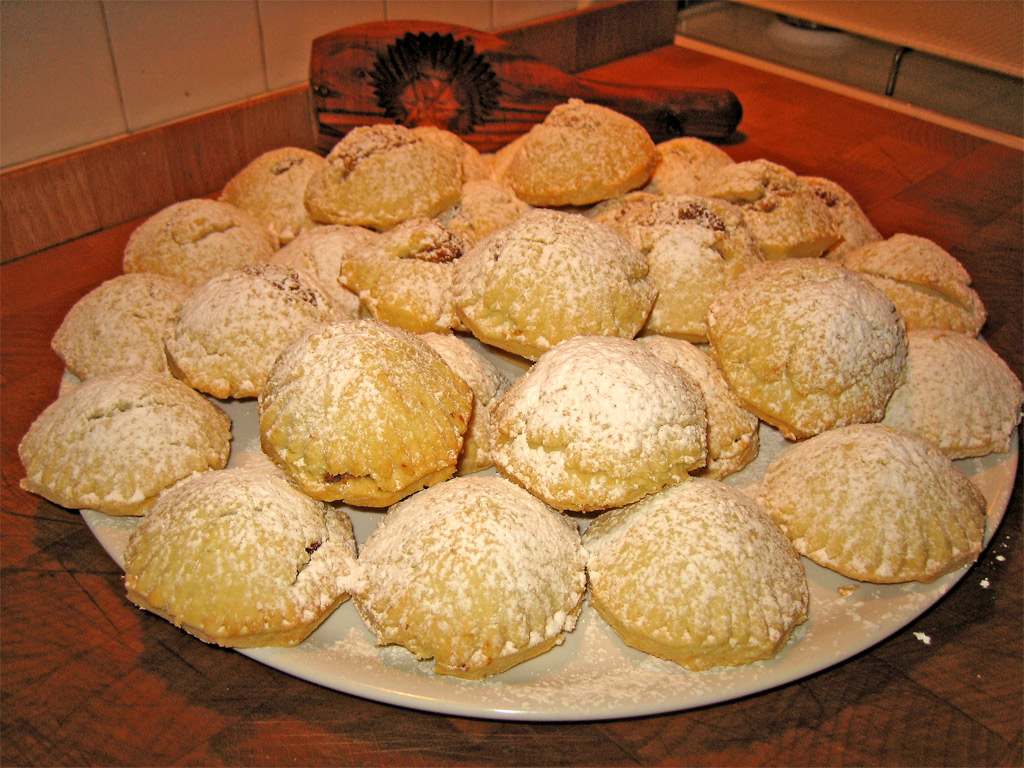
Ma'amoul libaneses

El maʿamūl (en árabe: معمول‎; también transcrito como ma'amoul por influencia del francés y el inglés) son pequeños bollos especiales que se rellenan de dátiles, pistachos o nueces (u ocasionalmente almendras, higos, así como cualquier otra fruta disponible en temporada). Son muy populares en países como Palestina, Líbano, Siria y otros países de Arabia.  Poseen la forma de bolas ligeramente aplastadas o de galletas planas. Se pueden decorar a mano o ser elaboradas con moldes especiales de madera.

## Características
En la mayoría de los hogares se suele hacer un almacén de este tipo de galletas para todo el año y suelen ser servidas en ocasiones festivas o de carácter religioso.  Los musulmanes suelen servir este tipo de galletas durante el periodo del Ramadán y durante la Pascua de los cristianos.  Los judíos del Líbano y Egipto suelen poner nueces dentro del relleno del maʿamūl y suelen servirse en Purim, Rosh Hashanah y Hanukkah.